# Districte de Dibër
El districte de Dibër (en idioma albanès: Rrethi i Dibrës) era un dels trenta-sis districtes en els quals es dividia Albània fins al juliol del 2000. En el moment de la substitució dels districtes per comtats, tenia 86.144 habitants i una extensió de 761 km². Es trobava al nord-est del país i la seva capital era Peshkopi.
Es dividia en els municipis següents:
- Arras
- Fushë-Çidhën
- Kala e Dodës
- Kastriot
- Lurë
- Luzni
- Maqellarë
- Melan
- Muhurr
- Peshkopi
- Qendër Tomin
- Selishtë
- Sllovë
- Zall-Dardhë
- Zall-Reç